# Pandanus orbicularis
Pandanus orbicularis är en enhjärtbladig växtart som beskrevs av Harold St.John. Pandanus orbicularis ingår i släktet Pandanus och familjen Pandanaceae. Inga underarter finns listade.